# Molde (arqueología)

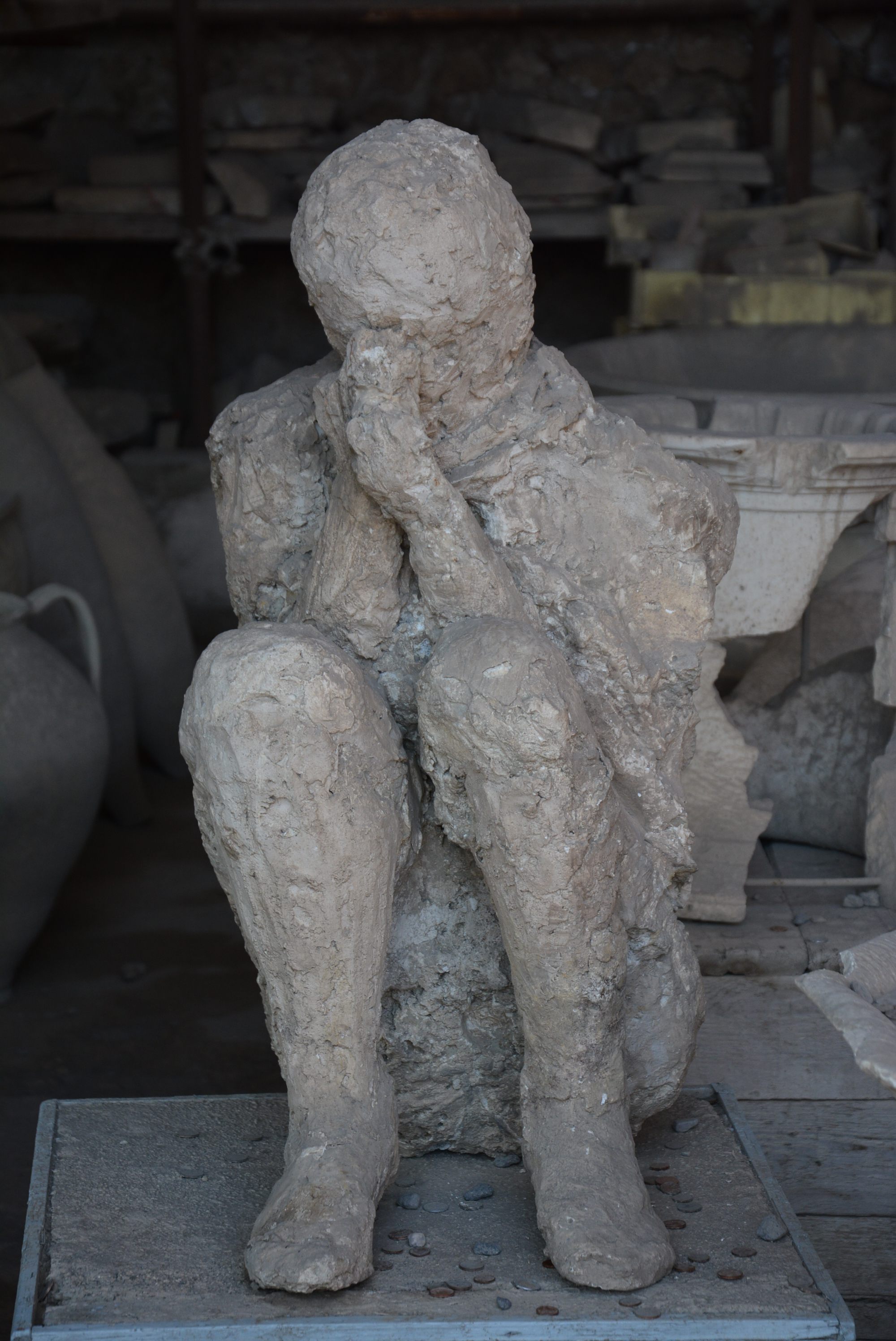
.Molde de un hombre sentado con la mano a la cara conservado a los almacenes del Foro de Pompeia

En arqueología, un molde de yeso se refiere a la técnica utilizada en las excavaciones arqueológicas del Vesubio por la que, mediante yeso o cemento y agua, fue posible recuperar la forma de los seres humanos y animales víctimas de la erupción del Vesubio del año 79 dC además de la forma plantas y otros objetos que dejaron un hueco el las cenizas de lava volcánica.

## Historia y descripción
Durante la erupción del Vesubio el 79, las víctimas quedaron atrapadas bajo una manta de lapilli y después de ceniza : Posteriormente se cubrió todo con los materiales transportados por los flujos piroclásticos .
Durante las primeras investigaciones arqueológicas de la antigua Pompeya, los arqueólogos a veces se encontraban ante espacios vacíos: posteriormente comprendieron que habían sido ocupados por materiales orgánicos que podrían ser cuerpos humanos o animales, restos de objetos o plantas de madera, que, cubiertos de la ceniza que se había solidificado a lo largo de los años, habían experimentado el proceso normal de deterioro, dejando su huella.

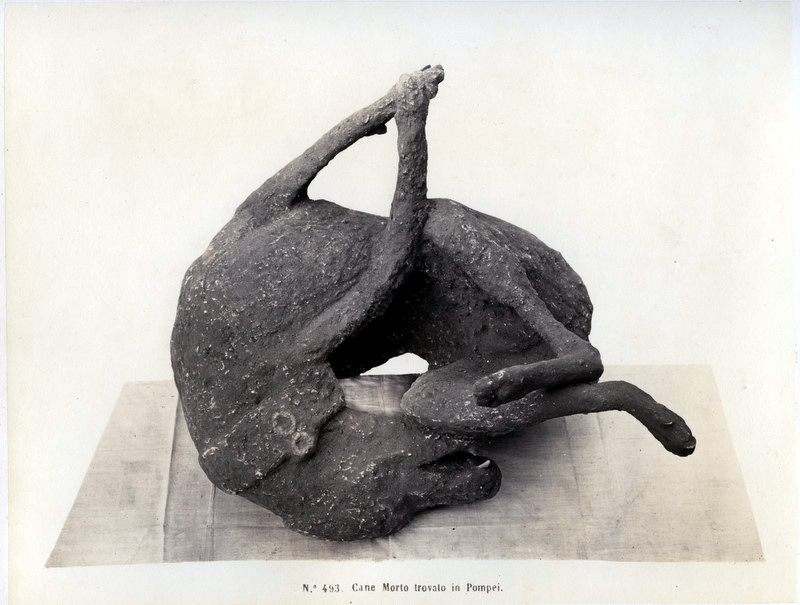
Molde de un perro de Pompeya en una foto de Roberto Rive

En 1823, el director de las excavaciones de Pompeya, Antonio Bonucci, había informado de que el rastro de una puerta había quedado en la ceniza, pero solamente en 1856 se pensó en obtener una fundición mediante fundiciones de yeso. Entre el 2 y el 5 de febrero de 1863, el nuevo director del sitio, Giuseppe Fiorelli, experimentó por primera vez con la técnica sobre restos humanos: eso consiste simplemente, habiendo identificado la zona vacía, a llenarla con una mezcla de yeso o cemento y agua y una vez solidificado proceder a la excavación. El resultado es la copia exacta del objeto o ser vivo, con sus formas, su posición y, en el caso de hombres o animales, incluso sus últimos gestos, así como rastros de ropa, el mobiliario que tenían con ellos. . El primero en que se hicieron los moldes fue un grupo de cuatro personas encontradas en el llamado Vicolo degli Skeletri: se trataba de un hombre, una mujer tumbada al lado, una niña y una mujer con la cara tapada y el vientre hinchado.
Durante los años siguientes, se hicieron numerosos moldes, incluidos los de un niño, un hombre con una cara aterrorizada, uno con sandalias en los pies o uno con la cara cubierta por un manto mientras el 20 de noviembre de 1874, a se va ejecutar la casa de Orfeo, la de un perro.
Las realizadas bajo la dirección de Fiorelli y posteriormente bajo la de Vittorio Spinazzola quedaron, especialmente guardadas en vitrinas, en los lugares de su descubrimiento, mientras que con Amedeo Maiuri se trasladó una parte de estas en el interior del Antiquarium de Pompeya . El grupo de moldes más importante también se hizo bajo Maiuri, formado por trece personas, probablemente un solo grupo familiar, del llamado Orto dei Fuggiaschi .
También se hicieron moldes sobre raíces de árboles como las de los plátanos de la Palestra Grande de Pompeya y de Villa San Marco a Stabia y sobre objetos como la puerta de entrada de la Casa dei Ceii de Pompeya.
A partir de 1984 se experimentó una nueva técnica: se vertió resina sobre una víctima encontrada en un entorno de la Villa de Lucius Crassius Tertius a Oplontis de manera que tuviera un molde transparente que permitiera ver tanto el esqueleto como cualquier objeto como joyas que la gente llevaba al huir.
En 2015 se restauró ochenta y seis moldes a partir de los cuales se realizó una tomografía computarizada para poder identificar la edad, las condiciones médicas y los hábitos de vida de las personas de quienes se había hecho el molde.